# Irina Munteanu
Irina Munteanu (n. 10 decembrie 1981, Câmpia Turzii, județul Cluj) a fost prefectul județului Cluj din 3 martie 2022 și până în 27.02.2025, fost subprefect în perioada 29 ianuarie 2020 - 3 martie 2022.